# 魯列沃
49°54′18″N 23°25′23″E / 49.90500°N 23.42306°E
魯列沃（烏克蘭語：Рулево），是烏克蘭的村落，位於該國西部利沃夫州，由亞沃里夫區負責管轄，始建於1386年，面積0.2平方公里，海拔高度238米，2001年人口266，人口密度每平方公里1,330人。